# Institutor

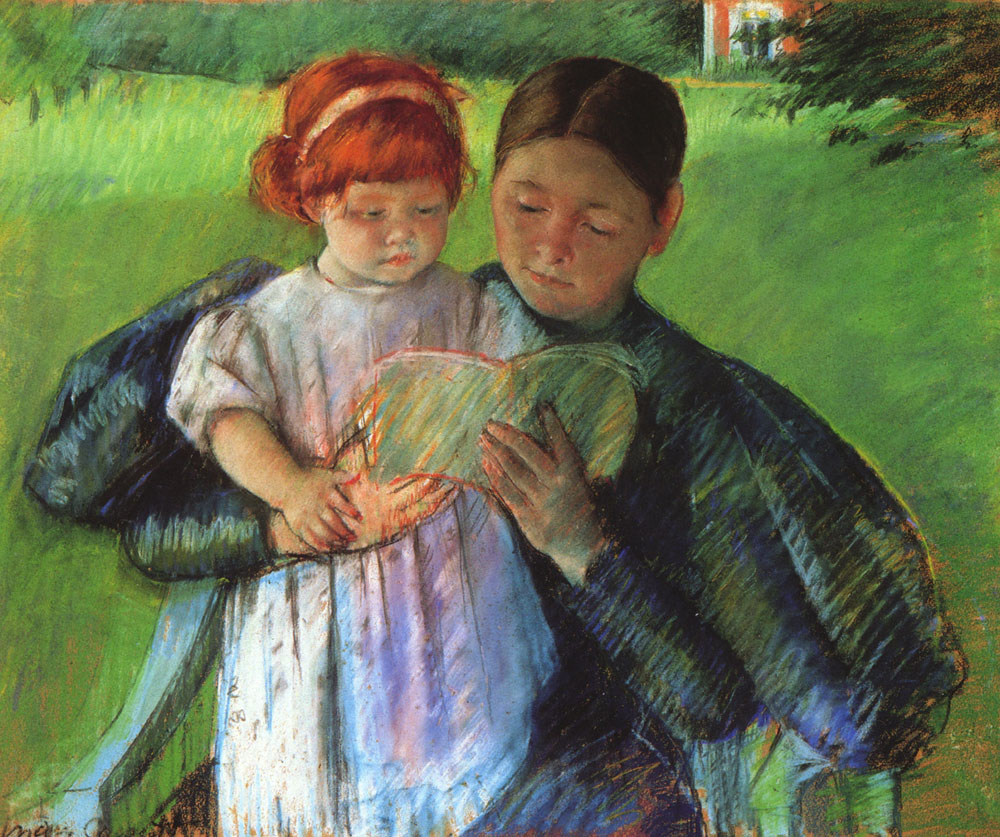
Institutriz leyendo a una niña

El institutor (lat. institūtor, -ōris) o la institutriz (fr. institutrice < lat. institutrix) es la persona encargada de la educación e instrucción de niños y niñas, usualmente dentro del hogar doméstico.
Actualmente este término ha sido cambiado por el de pedagogo, profesor o maestro.
Un institutor es, en la mayor parte de los países, una persona que está a cargo de enseñar en las escuelas a los niños, principalmente en la escuela materna y la escuela primaria. Tradicionalmente se le conoce como maestro de escuela.

## En Francia
Institutor es un cuerpo de la función pública francesa que califica a los docentes que tienen la misión de trabajar con los niños de escuela primaria, ya sea en la escuela materna o en la escuela elemental. El cuerpo de institutores fue creado por la ley del 12 de diciembre de 1792. Para la formación de los institutores se crearon escuelas normales primarias cuya creación, mencionada desde 1794, se hizo efectiva a partir de 1810 (Estrasburgo) y luego se volvió obligatoria para los institutores según la Ley Guizot del 28 de junio de 1833.
El 19 de julio de 1889 los institutores se volvieron funcionarios del Estado. Este cuerpo, de categoría B, se reemplazó progresivamente por los profesores de escuela, de categoría A, desde 1989.

## En África
En los países occidentales de África, como Malí, son conocidos ilustres institutores como Modibo Kéïta, Warikè Diarra, MocTar Chérif Fofana, Thierno Diarra y otros.

## En Bélgica
Los institutores se forman en escuelas normales, que forman parte de la enseñanza pedagógica superior de corta formación (tres años).

## En las obras de ficción

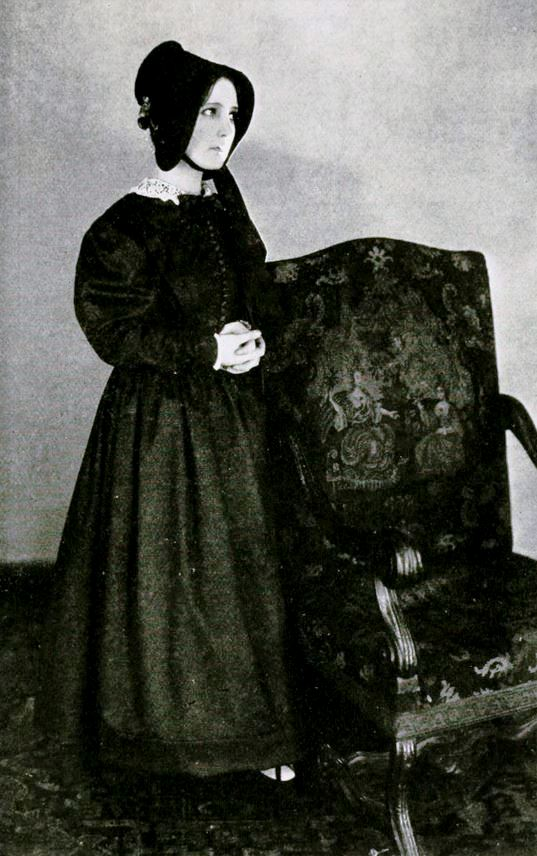
Jane Eyre

Varias obras de ficción célebres, en particular del siglo XIX, han presentado a la institutriz como personaje central.
- Jane Eyre, de Charlotte Brontë.
- Agnes Grey, de Anne Brontë.
- Becky Sharp, el personaje central de La feria de las vanidades, quizá la más célebre de las novelas de William Makepeace Thackeray, es empleada como institutriz.
- La más famosa institutriz de Henry James es el personaje hipersensible, quizá histérico, que aparece en La vuelta de tuerca.
- Stiva, el hermano de la heroína epónima de Anna Karenina, tuvo una aventura amorosa con su institutriz.
- La novela Emma, de Jane Austen, inicia cuando la heroína que da nombre a la obra pierde a la señorita Taylor, la institutriz que se había convertido en una compañía para la familia, para casarse con el señor Weston. Más tarde, Jane Fairfax decide comenzar a trabajar como institutriz para escapar de una vida de pobreza y dependencia.
- María, el personaje principal de The Sound of Music, deja la vida del convento para volverse institutriz, y se casa más adelante con Georg von Trapp, quien la contrató.
- La novela Papá Puerco, de la serie Mundodisco de Terry Pratchett, presenta a una institutriz llamada Susan Sto Helit.
- La serie de televisión Sombras tenebrosas presentaba al personaje Victoria Winters como la institutriz de David Collins.
- En la novela The Sweet Far Thing, de Libba Bray, Ann Bradshaw es, durante un tiempo, la institutriz de sus primos.
- Stefan Zweig escribió un breve relato, La institutriz que trata de los sentimientos de dos niñitas hacia su institutriz, cuyo nombre no se revela.
- En la novela de Disney Violetta la institutriz, que en realidad es la tía Angie, termina convirtiéndose en casi la madre de la protagonista.
- La señorita Rottenmeier (Fräulein Rottenmeier en su idioma original) es un personaje de ficción de la novela infantil Heidi, publicada por la escritora suiza Johanna Spyri en 1880. Su nombre completo nunca se menciona en la novela.